# Гаринський міський округ
Га́ринський міський округ (рос. Гаринский городской округ) — адміністративна одиниця Свердловської області Російської Федерації.
Адміністративний центр — селище міського типу Гарі.

## Населення
Населення міського округу становить 3986 осіб (2018; 4904 у 2010, 7832 у 2002).

## Склад
До складу міського округу входять 42 населених пункти, які утворюють 11 територіальних відділів адміністрації:
| Населений пункт            | Населення, осіб (2002) | Населення, осіб (2010) |
| -------------------------- | ---------------------- | ---------------------- |
| Албичева, присілок         | 59                     | 41                     |
| Ананьєвка, присілок        | 0                      | 0                      |
| Андрюшино, село            | 364                    | 284                    |
| Березовий, селище          | 0                      | 0                      |
| Векшина, присілок          | 10                     | 3                      |
| Гарі, селище міського типу | 3186                   | 2472                   |
| Горний, селище             | 95                     | 76                     |
| Єрьомино, село             | 110                    | 49                     |
| Зикова, присілок           | 163                    | 81                     |
| Зимній, селище             | 30                     | 1                      |
| Каргаєва, присілок         | 1                      | 7                      |
| Кіня, селище               | 5                      | 3                      |
| Кондратьєва, присілок      | 21                     | 5                      |
| Кошмаки, присілок          | 1                      | 0                      |
| Круторічка, присілок       | 116                    | 54                     |
| Кузнецова, присілок        | 34                     | 4                      |
| Лапоткова, присілок        | 39                     | 4                      |
| Лебедєва, присілок         | 33                     | 28                     |
| Ликино, селище             | 59                     | 33                     |
| Лінти, присілок            | 2                      | 2                      |
| Лобанова, присілок         | 31                     | 35                     |
| Махтилі, присілок          | 2                      | 0                      |
| Михайловка, присілок       | 6                      | 0                      |
| Моїсеєва, присілок         | 11                     | 7                      |
| Мочальна, присілок         | 2                      | 0                      |
| Мочищенська, присілок      | 5                      | 5                      |
| Ніхвор, присілок           | 142                    | 79                     |
| Новий Вагіль, селище       | 91                     | 28                     |
| Новозиково, селище         | 101                    | 117                    |
| Пантелеєва, присілок       | 9                      | 10                     |
| Пелим, присілок            | 51                     | 78                     |
| Петім, присілок            | 8                      | 0                      |
| Петрова, присілок          | 2                      | 1                      |
| Поспілова, присілок        | 26                     | 25                     |
| Пуксінка, селище           | 2707                   | 1185                   |
| Рагозіна, присілок         | 19                     | 16                     |
| Ричкова, присілок          | 123                    | 117                    |
| Стенін Кедр, селище        | 4                      | 9                      |
| Татька, селище             | 0                      | 0                      |
| Троїцьке, присілок         | 0                      | 2                      |
| Шабурово, село             | 100                    | 21                     |
| Шантальська, присілок      | 64                     | 22                     |

## Найбільші населені пункти
| № | Населений пункт | Населення, осіб (2002) | Населення, осіб (2010) |
| - | --------------- | ---------------------- | ---------------------- |
| 1 | Гарі            | 3 186                  | 2 472                  |
| 2 | Пуксінка        | 2 707                  | 1 185                  |